# 亞基米夫亞爾
47°23′2″N 30°16′37″E / 47.38389°N 30.27694°E
亞基米夫-亞爾（烏克蘭語：Якимів Яр）是位於烏克蘭西南部的村莊，由敖德萨州贝雷济夫卡区的舊馬亞基市鎮負責管轄。該村始建於1923年，面積0.67平方公里，海拔高度115米，2001年人口66，人口密度每平方公里98.51人。